# Iwan Antonowitsch Oleinikow
Iwan Antonowitsch Oleinikow (russisch Иван Антонович Олейников; * 24. August 1998 in Podolsk) ist ein russischer Fußballspieler.

## Karriere
Oleinikow begann seine Karriere bei ZSKA Moskau. Im September 2016 stand er im Cup erstmals im Profikader. Im September 2017 gab er dann ebenfalls im Cup sein Profidebüt für die Moskauer. In der Liga sollte er für ZSKA allerdings nie zum Einsatz kommen. Im Februar 2019 wurde er an den Zweitligisten FK Fakel Woronesch verliehen. Bei Fakel gab er im März 2019 gegen den FK Chimki sein Debüt in der Perwenstwo FNL. Bis zum Ende der Saison 2018/19 verpasste er kein Spiel und kam so zu 14 Zweitligaeinsätzen, in denen er ein Tor erzielte.
Zur Saison 2019/20 kehrte Oleinikow nicht mehr nach Moskau zurück, sondern wechselte fest zum Zweitligisten Schinnik Jaroslawl. In jener Spielzeit kam er bis zum COVID-bedingten Saisonabbruch zu 26 Einsätzen, in denen er fünfmal traf. In der Saison 2020/21 absolvierte er bis zur Winterpause 14 Partien, ehe er im Februar 2021 zum Ligakonkurrenten Tschaika Pestschanokopskoje wechselte.
Für Tschaika kam er bis Saisonende ebenfalls zu 14 Zweitligaeinsätzen. Nach der Saison 2020/21 wurde die Mannschaft allerdings aus der Liga verbannt und stieg in die Perwenstwo PFL ab. Trotz des Rückzugs blieb Oleinikow in Pestschanokopskoje und absolvierte dort in der Saison 2021/22 in der PFL 30 Partien, in denen er 23 Tore erzielte. Dadurch wurde der Flügelstürmer Torschützenkönig der Gruppe 1 der dritten Liga. Zur Saison 2022/23 schloss er sich dann dem Erstligisten Achmat Grosny an. Im Juli 2022 gab er gegen Spartak Moskau sein Debüt in der Premjer-Liga. In der Saison 2022/23 kam er zu 24 Einsätzen für Achmat. In der Saison 2023/24 absolvierte er 27 Partien für die Tschetschenen.
Nach einem weiteren Einsatz zu Beginn der Saison 2024/25 wechselte Oleinikow im August 2024 zum Ligakonkurrenten Krylja Sowetow Samara.